# Magdalena Mixtepec
Magdalena Mixtepec é uma cidade do Estado de Oaxaca, no sudoeste do México. O município ocupa uma área de 11.48 km². Ela faz parte do Distrito de Zimatlán no oeste dos Vales Centrais (Valles Centrales em espanhol).
Em 2005, tinha uma população estimada em 1101 pessoas.